# Wysoczyzna Kujawska

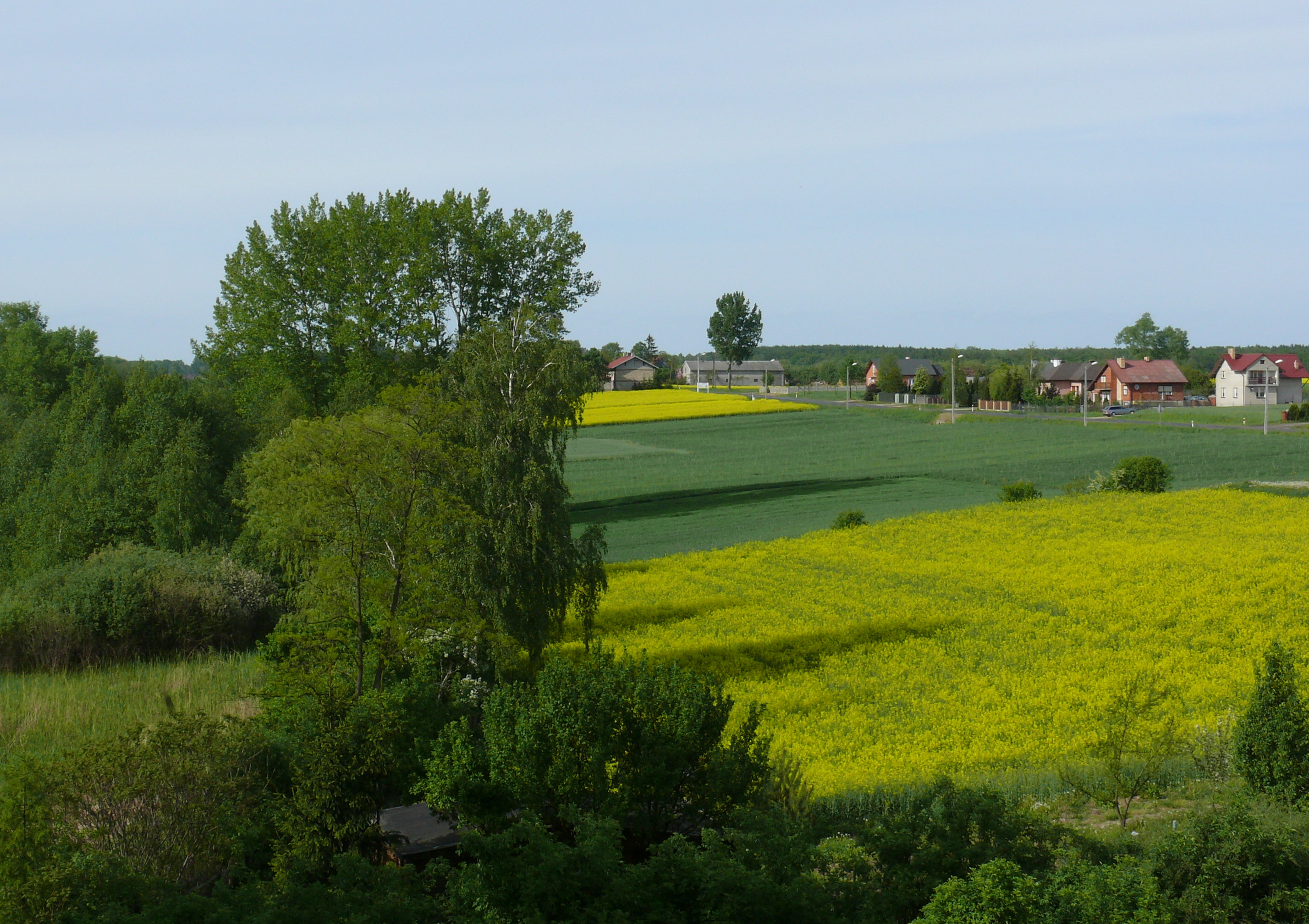
Okolice Brdowa

Wysoczyzna Kujawska – południowo-wschodnia część Pojezierza Wielkopolskiego o charakterze płaskiej lub lekko falistej wysoczyzny morenowej o średniej wysokości 100–130 m n.p.m.
Miejscami występują wzniesienia morenowe i wały piaszczysto-żwirowe. Pod utworami lodowcowymi występują pokłady soli kamiennej i potasowej, a w warstwach trzeciorzędowych pokłady węgla brunatnego, gliny ceramicznej.
W obrębie Wysoczyzny Kujawskiej wyróżnia się część północną określaną jako Równina Inowrocławska. Ma ona charakter monotonnej równiny o wysokości 75–90 m n.p.m. urozmaiconej niekiedy przez pojedyncze pagórki. Jest to jeden z nielicznych w Polsce przypadków rozległej równiny moreny dennej lodowca.
Część druga wysoczyzny, rozciągająca się na południe od linii Radziejów – Brześć Kujawski – Kowal stanowi Pojezierze Kujawskie. Na tym obszarze spotyka się pas wzgórz morenowych związanych z czołową strefą lądolodu. Wzniesienia sięgają tu 100, niekiedy nawet i 140 m n.p.m. Krajobraz urozmaicają dodatkowo głęboko wcięte rynny lodowcowe i zaklęsłości wypełnione jeziorami. Na zachodzie regionu ciąg Gopła i jezior Pakoskich oddziela Wysoczyznę Kujawską od Gnieźnieńskiej.